# Joseph L. Bristow
Joseph Little Bristow, född 22 juli 1861 i Wolfe County i Kentucky, död 14 juli 1944 i Fairfax County i Virginia, var en amerikansk republikansk politiker och publicist. Han representerade delstaten Kansas i USA:s senat 1909–1915.
Bristow utexaminerades 1886 från Baker University i Kansas. Han var från och med 1890 verksam som publicist i Kansas. Han utgav först Salina Daily Republican i fem år, sedan Ottawa Herald och från och med 1903 Salina Daily Republican-Journal.
Bristow efterträdde 1909 Chester I. Long som senator och efterträddes 1915 av Charles Curtis.
Bristow var från och med 1918 verksam inom jordbrukssektorn i Virginia. Han gravsattes på Gypsum Hill Cemetery i Salina i Kansas.